# Tentativa de golpe de Estado no Gabão em 2019

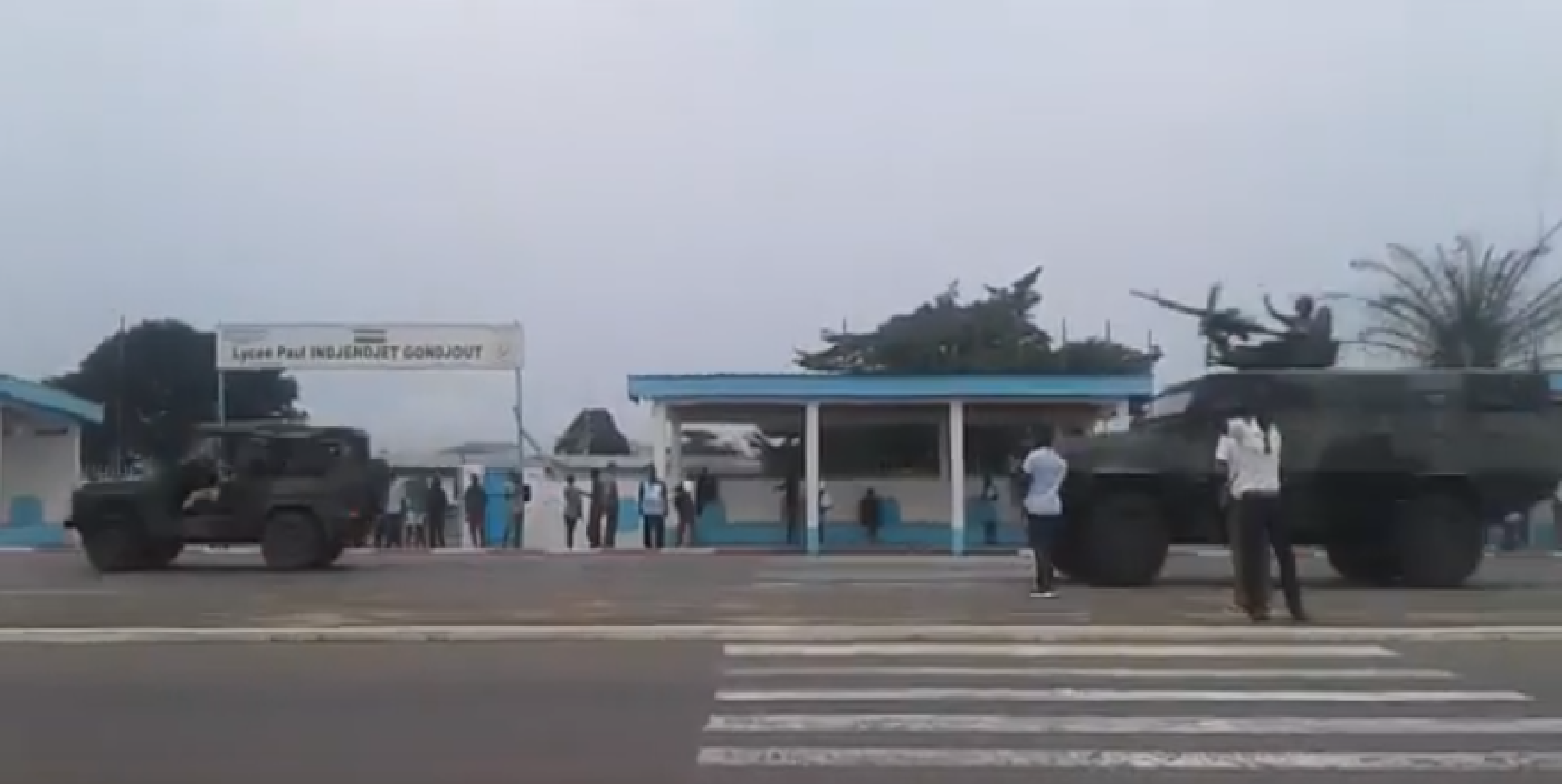
Exército do Gabão nas ruas de Libreville durante a tentativa de golpe de 2019.

Tentativa de golpe de Estado no Gabão em 2019 refere-se a uma tentativa de golpe de Estado por facções dissidentes das Forças Armadas do Gabão contra o presidente do Gabão Ali Bongo ocorrida em 7 de janeiro de 2019. Os oficiais militares declararam que haviam destituído o presidente Ali Bongo, que foi reeleito em 2016 após uma eleição controversa e protestos violentos. Durante a ausência de Ali Bongo, que estava recebendo tratamento médico no Marrocos, rebeldes armados na capital Libreville fizeram reféns e declararam que haviam estabelecido um "Conselho Nacional de Restauração" para "restaurar a democracia no Gabão". Interrupções generalizadas na internet ocorreram em todo o país, embora não se saiba se a internet foi fechada pelos próprios rebeldes ou por civis. O governo do Gabão declarou mais tarde que havia reafirmado o controle.

## Contexto
O porta-voz militar e líder do Movimento Patriótico das Forças de Defesa e Segurança do Gabão, tenente Kelly Ondo Obiang, declarou na rádio nacional e na televisão estatal na manhã de segunda-feira que ele e seus partidários ficaram desapontados com a mensagem do presidente Ali Bongo à véspera do ano novo, chamando-a de "tentativa implacável de se apegar ao poder" e dizendo que "reforçou as dúvidas sobre a capacidade do presidente de continuar cumprindo as responsabilidades de seu cargo". Obiang também afirmou que eles estavam montando um "Conselho Nacional de Restauração ... [para] restaurar a democracia" no Gabão. Uma interrupção da Internet em todo o país foi detectada pelo observatório global da Internet NetBlocks a partir de aproximadamente 7h00 da manhã UTC. Entre outras coisas, Obiang entregou a seguinte mensagem (em francês) na rádio nacional:
| “ | O dia ansiosamente esperado chegou quando o exército decidiu se colocar ao lado do povo para salvar o Gabão do caos ... Se você está comendo, pare; se você está tomando uma bebida, pare; se você está dormindo, acorde. Acorde seus vizinhos ... levante-se como um e assuma o controle da rua. | ” |

Na época do golpe, em 7 de janeiro, o presidente Bongo estava recebendo tratamento médico não-relacionado em Marrocos; ele esteve fora do país por cerca de dois meses. O presidente Bongo sofreu um derrame em Riade, na Arábia Saudita, em outubro; seus desejos registrados de Ano Novo foram a primeira vez que ele falou em público desde então.
As forças pró-golpe tomaram o controle da emissora nacional Radio Télévision Gabonaise. A Guarda Republicana do Gabão empregou vários veículos blindados em toda a capital, incluindo Nexter Aravis MRAPs, um tipo que não se sabia que estava no inventário das Forças Armadas do Gabão. A tentativa de golpe foi debelada por volta das 10h30 da manhã, depois que o Grupo de Intervenção da Gendarmaria Gabonesa atacou a Rádio Télévision Gabonesa, na qual as forças pró-golpe estavam escondidas. Dois soldados pró-golpe foram mortos no assalto. Os oficiais envolvidos no golpe tomaram reféns que já foram libertados por oficiais gaboneses.
Horas após o anúncio do golpe, funcionários do governo afirmaram que a situação estava "sob controle", com rebeldes presos ou em fuga; dois dos rebeldes foram mortos a tiro e o tenente Obiang foi preso. O NetBlocks observou que a conectividade com a Internet foi restaurada brevemente (embora parcialmente) em todo o Gabão até às 10h00 da manhã, UTC, antes de voltar a ficar offline e apenas regressar totalmente às 11h00 do dia seguinte. O ministro da segurança Guy-Bertrand Mapangou afirmou que os 8 rebeldes sobreviventes foram entregues ao promotor público. O governo do Gabão anunciou que o presidente Bongo retornaria ao país "muito em breve".